# Bahnstrecke Hilversum–Lunetten
| Ein umgeleiteter ICE bei Groenekan |                      |                                |                                |
| |                      |                                |                                |
| Streckenlänge: | 18 km                |                                |                                |
| Spurweite: | 1435 mm (Normalspur) |                                |                                |
| Stromsystem: | 1,5 kV =             |                                |                                |
| Streckengeschwindigkeit: | 130 km/h             |                                |                                |
| |                      |                                |                                |
| \| \| \| aus Amsterdam \| \| \| \| 0 \| Hilversum \| Hilversum \| \| \| \| nach Amersfoort \| \| \| \| 1 \| Hilversum Sportpark \| Hilversum Sportpark \| \| \| 6 \| Hollandsche Rading \| Hollandsche Rading \| \| \| \| Rijksweg 230 \| \| \| \| \| nach Utrecht Centraal \| \| \| \| \| Bahnstrecke Utrecht–Amersfoort \| \| \| \| \| aus Amersfoort \| \| \| \| 16 \| Utrecht Maliebaan \| Utrecht Maliebaan \| \| \| \| aus Utrecht Centraal \| \| \| \| 18 \| Lunetten \| Lunetten \| \| \| \| nach Arnhem \| \| \| \| \| nach 's-Hertogenbosch \| \| |                      |                                |                                |
| Strecke |                      | aus Amsterdam                  | aus Amsterdam                  |
| Bahnhof | 0                    | Hilversum                      | Hilversum                      |
| Abzweig geradeaus und nach links |                      | nach Amersfoort                | nach Amersfoort                |
| Bahnhof | 1                    | Hilversum Sportpark            | Hilversum Sportpark            |
| Bahnhof | 6                    | Hollandsche Rading             | Hollandsche Rading             |
| Strecke mit Straßenbrücke |                      | Rijksweg 230                   | Rijksweg 230                   |
| Abzweig geradeaus und nach rechts |                      | nach Utrecht Centraal          | nach Utrecht Centraal          |
| Kreuzung geradeaus unten |                      | Bahnstrecke Utrecht–Amersfoort | Bahnstrecke Utrecht–Amersfoort |
| Abzweig geradeaus und von links |                      | aus Amersfoort                 | aus Amersfoort                 |
| Bahnhof | 16                   | Utrecht Maliebaan              | Utrecht Maliebaan              |
| Abzweig geradeaus und nach rechts (Strecke außer Betrieb) |                      | aus Utrecht Centraal           | aus Utrecht Centraal           |
| Bahnhof (Strecke außer Betrieb) | 18                   | Lunetten                       | Lunetten                       |
| Abzweig geradeaus und nach links (Strecke außer Betrieb) |                      | nach Arnhem                    | nach Arnhem                    |
| Strecke (außer Betrieb) |                      | nach 's-Hertogenbosch          | nach 's-Hertogenbosch          |

Die Bahnstrecke Hilversum–Lunetten ist eine Eisenbahnlinie zwischen Hilversum und dem Utrechter Stadtteil Lunetten in den Niederlanden. Die Bahnstrecke ist ein Zweig der Bahnstrecke Amsterdam–Zutphen, die die wichtigste Bahnstrecke in den östlichen Niederlanden ist. Die Streckenlänge beträgt etwa 18 Kilometer. Sie dient auch als Umleitungsstrecke, sofern zwischen Utrecht und Amsterdam die Rhijnspoorweg gesperrt ist.

## Geschichte
Die Strecke wurde 1874 eröffnet. Die Höchstgeschwindigkeit auf der Strecke liegt bei 130 km/h. Diese wird aber auf dem Abschnitt zwischen dem Bahnhof in Hilversum und dem Abzweig mit der Bahnstrecke Utrecht–Kampen, in Richtung Utrecht Centraal erreicht. Der Abschnitt auf Utrechter Stadtgebiet wird lediglich mit einer Höchstgeschwindigkeit von 60 km/h gefahren.
Die komplette Strecke ist zweigleisig und wurde 1942 elektrifiziert.

## Zugverkehr

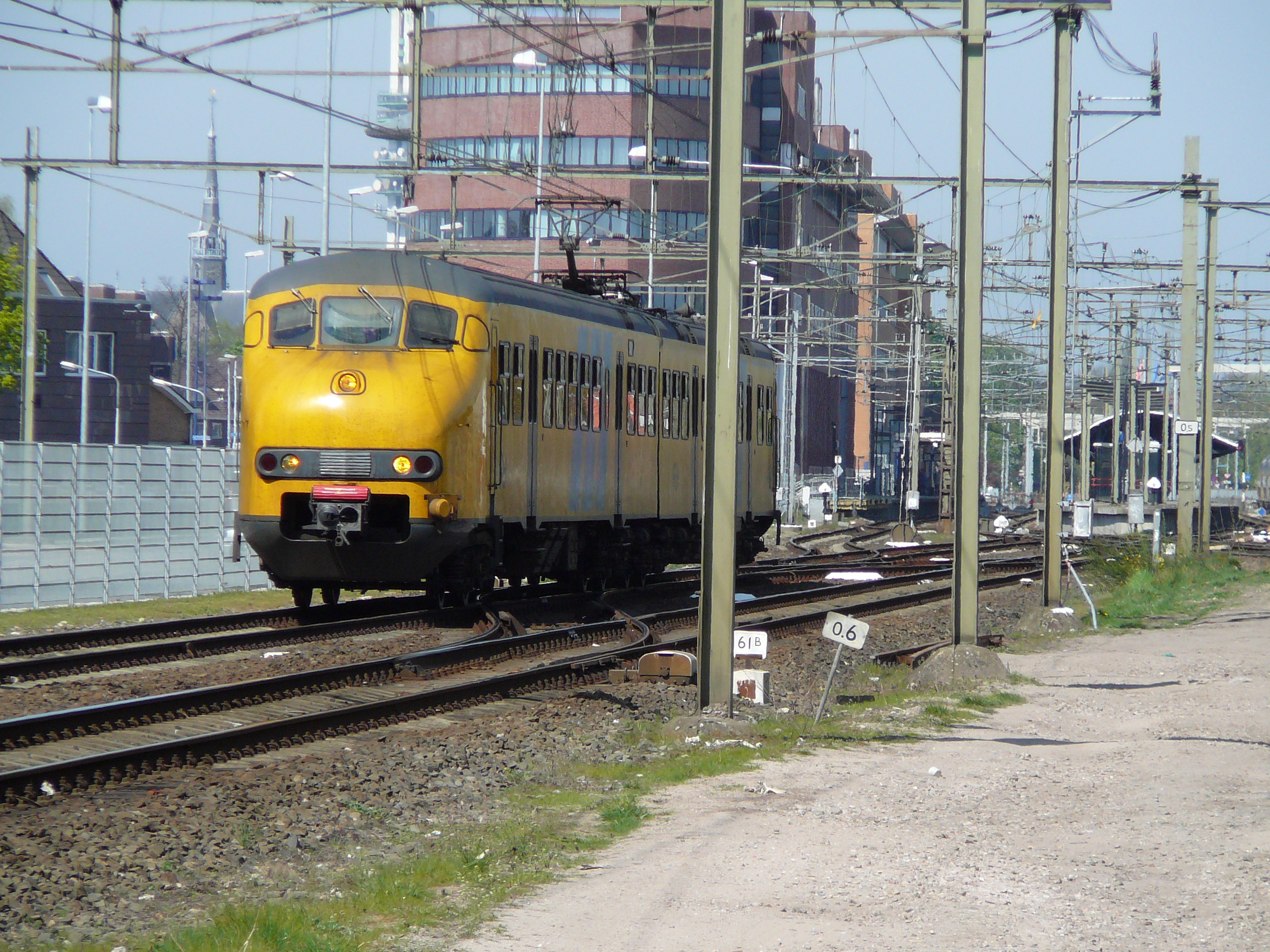
Ein Stoptrein nahe der Station Hilversum-Sportpark

Momentan verkehrt auf der Strecke der InterCity von Utrecht nach Almere, sowie ein Stoptrein von Utrecht Centraal nach Leiden Centraal, jeweils im 30-Minuten-Takt. Bei Sperrung des Rhijnspoorweg werden die Züge zwischen Amsterdam und Utrecht über die Strecke umgeleitet, jedoch wird an keinem Bahnhof gehalten.